# 大乗坊 (大阪市)
寳満寺大乗坊（だいじょうぼう）は、大阪市浪速区日本橋にある高野山真言宗の寺院。山号は崑崙山。本尊は毘沙門天。

## 歴史
もと天王寺牛崎（筆ヶ崎）にあった崑崙山宝満寺の37院坊のうちの一つで、新坊と称した。天文年間（1532年 - 1555年）の合戦や、天正年間（1573年 - 1592年）の織田信長と大坂本願寺との間で戦われた石山合戦に巻き込まれて宝満寺共々焼失している。大乗坊住持の秀言律師は頭部のみとなった本尊の毘沙門天を奉じて各地を流寓するが、宝満寺が廃寺となるなかでようやく難波村名呉街（現・日本橋筋）の地に安住し、大乗坊を再建する。
文禄年間（1592年 - 1596年）に宝及律師が船場の豪商である灰屋善兵衛の別荘を寺とし、現在地に移転する。宝暦年間（1751年 - 1764年）には備前国岡山藩主の池田氏の帰依を受けて栄え、寺域を拡張し、万延年間（1860年 - 1861年）には堂島の米問屋である二川家の寄進により寺勢は大いに上がり、「長町の毘沙門堂」として親しまれる。また、浪速の富籤の発行勧進寺院として賑わいを見せた。
1914年（大正3年）には本堂を再建し、耐火収蔵庫型厨子を建立している。
1945年（昭和20年）3月13日・14日の第1回大阪大空襲で全山焼失するが、耐火収蔵庫型厨子により本尊以下の仏像は無事であった。
1960年（昭和35年）に本堂が再建されている。
秘仏本尊の毘沙門天は信貴山朝護孫子寺・鞍馬寺・北山本山寺と並んで日本四毘沙門天の1つに数えられていた。かつては60年に一度の開帳であったが、現在では毎年春秋2回（5月と11月の第2日曜）開帳されている。
アメリカ軍の爆撃機B-29が投下した1トン爆弾の一部が展示されている。

## 境内
- 本堂 - 1960年（昭和35年）再建。
- 稲荷社
- 一願空鉢大龍王
- 寺務所
- 表門

## 文化財

### 重要文化財
- 木造毘沙門天立像 - 1914年（大正3年）4月17日指定。 鎌倉時代建立の御前立の立像。

### 大阪市指定有形文化財
- 耐火収蔵庫型厨子

## 前後の札所
摂津国八十八箇所
28 浪速寺　-　29 大乗坊　-　30 竹林寺
大阪七福神（毘沙門天）

## 交通アクセス
- 南海電鉄難波駅下車、東へ徒歩5分